# Irecê
Irecê este un oraș în statul Bahia (BA) din Brazilia.